# Epiterobia sanguinipes
Epiterobia sanguinipes är en stekelart som beskrevs av Girault 1938. Epiterobia sanguinipes ingår i släktet Epiterobia och familjen puppglanssteklar. Inga underarter finns listade i Catalogue of Life.